# Alexander Béla
Alexander Béla, szlovákul Vojtech Alexander (Késmárk, 1857. május 30. – Budapest, 1916. január 15.) magyar orvos, röntgenológus, egyetemi tanár.

## Élete
Alexander Ignác és Beck Matild fia. A Budapesti Tudományegyetem Orvostudományi Karán szerzett orvosi oklevelet, majd három éven keresztül a budapesti kórbonctani intézet tanársegéde volt. 1882-től Késmárkon folytatott magángyakorlatot, s ekkor kezdett röntgendiagnosztikával foglalkozni. 1907-ben ő lett a vezetője a budapesti egyetemi központi laboratóriumnak, majd 1909-ben a radiológia magántanára és első előadója Magyarországon. 1914-ben rendkívüli tanár. Nemzetközi hírnevére a csontfejlődéssel, a mozgásokkal kapcsolatos röntgenvizsgálatainak köszönhetően tett szert. A sugárhatás nagyban hozzájárult korai halálához. 1916. január 15-én este 9 órakor halt meg influenzában. A késmárki temetőben nyugszik. Haláláról a Vasárnapi Ujság is beszámolt.

## Tagság
- Német Röntgenológiai Társaság

## Emlékezete
- A Magyar Radiológus Társaság 1964-ben megalapította az Alexander Béla-emlékérmet, amelyet azon személyeknek osztanak ki, akik a magyar radiológia területén jelentős eredményeket értek el.
- Mellszobra áll Münchenben.
- Róla nevezték el a budapesti Radiológiai Intézetet.
- Emléktáblát helyeztek el késmárki szülőházán.